# 2515 Gansu
2515 Gansu (1964 TX1) là một tiểu hành tinh vành đai chính được phát hiện ngày 9 tháng 10 năm 1964 bởi Đài thiên văn Tử Kim Sơn ở Nanking.